# 佩德罗西略德亚尔瓦
佩德罗西略德亚尔瓦，是西班牙卡斯蒂利亚-莱昂萨拉曼卡省的一个市镇。 总面积19平方公里，总人口235人（2001年），人口密度12人/平方公里。